# Heliconius semiphorus
Heliconius semiphorus är en fjärilsart som beskrevs av Otto Staudinger 1896. Heliconius semiphorus ingår i släktet Heliconius och familjen praktfjärilar. Inga underarter finns listade i Catalogue of Life.